# Selenato

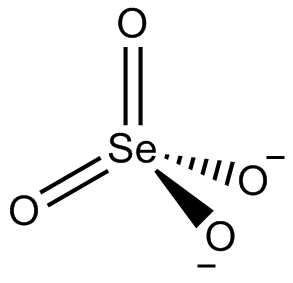
Estructura del selenato

El selenato es un anión inorgánico análogo del sulfato pero con un átomo de selenio en lugar de uno de azufre, presenta la fórmula empírica SeO2−
4.

## Química
El anion selenato es un análogo del sulfato y posee propiedades químicas similares. Es altamente soluble en soluciones acuosas a temperatura ambiente, a diferencia del sulfato, el selenato es un buen agente oxidante, pudiendo ser reducido a ion selenito o a selenio elemental.

## Equilibrio ácido-base
En condiciones fuertemente ácidas, se forma el ion hidrogenoselenato HSeO−
4. Se corresponde con el ácido selénico H
2SeO
4, el cual es un ácido fuerte el cual puede en su forma concentrada disolver hasta el oro.

## Toxicidad
El elemento selenio exhibe varios estados de valencia. El selenato es la menos reducida, seguida por el selenito y selenio elemental. El estado de valencia es un factor importante en la toxicidad del selenio. El selenato es la forma que requieren los organismos que utilizan al selenio como micronutriente. Estos organismos tienen la habilidad de adquirir, metabolizar y excretar selenio. El nivel al cual el selenio se convierte en tóxico varía entre especies y se encuentra relacionado con otros factores ambientales tales como el pH y alcalinidad que favorece la concentración del selenito sobre la del selenato.

## Adaptación biológica
El selenato y otras formas de selenio son elevados en áreas donde antiguos mares se han evaporado. Estas áreas se encontraron enriquecidas en selenio y a lo largo de los milenios, aparecieron las adaptaciones biológicas.
- Datos: Q417113
- Multimedia: Selenates / Q417113